# Ото Сакур
Ото Сакур (Бреслау, 28. септембар 1880 –  Берлин, 17. децембар 1914) био је немачки физички хемичар.
Познат је по развоју Сакур–Тетродове једначине, коју је развио независно од Хуга Тетрода . Његово и Тетродеово име се такође комбинују да би се именовала Сакур-Тетродеова константа изведена помоћу једначине.
Сакур је студирао на Универзитету у Бреславу, где је докторирао 1901. Затим је радио у Лондону пре него што се придружио Институту Фриц Хабер у Берлину. 
Погинуо је у експлозији након мешања две хемикалије.